# Kanton Le Robert-2
Kanton Le Robert-2 is een voormalig kanton van het Franse departement Martinique. Kanton Le Robert-2 maakte deel uit van het arrondissement La Trinité en telde 14.529 inwoners in 2007. Het werd zoals alle kantons van Martinique opgeheven op 1 januari 2016.

## Gemeenten
Het kanton Le Robert-2 omvatte uitsluitend een deel van de gemeente Le Robert.